# Deutscher Ziegelpreis
Der Deutsche Ziegelpreis ist ein Architekturpreis für „beispielgebende Ziegelarchitektur“ in Deutschland. Seit 2011 werden alle zwei Jahre vom Ziegel Zentrum Süd e.V. in Kooperation mit dem Bundesbauministerium die besten Ziegelbauten ausgezeichnet. Insgesamt werden 20.000 € als Preissumme durch die Jury aufgeteilt.
Vorgängerpreise: Der Architekturpreis Ziegelforum wurde zwischen 1998 und 2002 jährlich ausgezeichnet und vom Bayerischen Ziegelforum e.V. in München ausgelobt. Zwischen 2007 und 2009 hieß der Preis Architekturpreis des Ziegel Zentrum Süd e.V. und wurde ebenfalls vom Ziegel Zentrum Süd e.V. ausgelobt.

## Preisvergabe
Die Jury würdigt neben den prämierten Objekten die Bauherren für ihre Entscheidung zum Bau mit dem Ziegel, sowie den Umgang mit dem Material durch den Architekten, Tragwerksplaner und dem Bauunternehmen. Ausgezeichnet werden konzeptionell, konstruktiv und gestalterisch überzeugend realisierte Bauwerke. Es sind zwei Hauptpreise, Sonderpreise und Anerkennungen vorgesehen. Die Voraussetzung für die Teilnahme an dem „Deutschen Ziegelpreis“ ist die Einreichung von Bauten, deren Fertigstellung nicht mehr als 4 Jahre zurückliegt. Das planende Büro muss in Deutschland situiert sein. Bauten, die bereits am Wettbewerb um den „Deutschen Ziegelpreis“ teilgenommen haben, dürfen nicht erneut eingereicht werden. Ausgeschlossen von der Teilnahme sind Jurymitglieder und Mitarbeiter des Auslobers. Jeder Teilnehmer darf maximal drei Bauwerke einreichen. Die Teilnahme ist kostenfrei.

## Preisträger

### Deutscher Ziegelpreis

#### 2021
Jury: Volker Kurrle, Thomas Auer, Christine Degenhart, Anne Kaestle, Jens Metz, Christine Neuhoff, Robert Pawlowski, Michael Pröll
| Kategorie   | Ort       | Titel                              | Architekt                                                  | Bauherr                                 |
| ----------- | --------- | ---------------------------------- | ---------------------------------------------------------- | --------------------------------------- |
| Hauptpreis  | Frankfurt | Stylepark Neubau am Peterskirchhof | NKBAK                                                      | Stylepark AG, Frankfurt am Main         |
| Hauptpreis  | Dorfen    | Rathaus                            | Norbert Diezinger                                          | Stadt Dorfen                            |
| Sonderpreis | Berlin    | Wohnanlage                         | Wietersheim Architekten                                    | -                                       |
| Sonderpreis | Nottuln   | Ziegelschale                       | Christoph Heib, Hochschule Trier                           | Hagemeister GmbH & Co. KG - Klinkerwerk |
| Sonderpreis | Passau    | Wohnanlage                         | Pasel Künzel Architects und Friedl und Partner Architekten | Innstadt Brauhaus Projekt GmbH &Co. KG  |
| Sonderpreis | Chemnitz  | Wohnhaus                           | bodensteiner fest Architekten                              | Bodensteiner Fest Stroux GBR            |
| Sonderpreis | Celle     | Wohn- und Geschäftshaus            | Lorenzen Mayer Architekten                                 | WWB WeserWohnbau Holding GmbH & Co. KG  |

#### 2019
- Quellen:[1]
- Jury: Piero Bruno, Lothar Fehn Krestas, Elke Reichel, Peter Scheller, Jan-Peter Wingender, Waltraud Vogler

| Kategorie   | Ort                  | Titel                                  | Architekt                     | Bauherr                                           | Fotografie             |
| ----------- | -------------------- | -------------------------------------- | ----------------------------- | ------------------------------------------------- | ---------------------- |
| Hauptpreis  | Rottenburg am Neckar | Stadtbibliothek                        | harris + kurrle               | Stadtverwaltung Rottenburg am Neckar              |                        |
| Hauptpreis  | Domplatz             | Philosophikum                          | Peter Böhm                    | Bau- und Liegenschaftsbetrieb NRW Münster         | Philosophikum, Münster |
| Sonderpreis | Rott                 | Wohnhaus                               | Naumann Wasserkampf           | -                                                 |                        |
| Sonderpreis | Neu-Ulm              | Wohnanlage                             | Braunger Wörtz Architekten    | NUWOG Wohnungsgesellschaft der Stadt Neu-Ulm GmbH |                        |
| Sonderpreis | Überlingen           | Auferstehungskirche                    | Wandel Lorch Architekten      | Evangelische Kirchengemeinde Überlingen           |                        |
| Sonderpreis | Harare               | Schulgebäude                           | Ingenieure ohne Grenzen e.V.  | Rising Star Primary School                        |                        |
| Sonderpreis | Mainz                | Wohnanlage mit Gewerbe und Gastronomie | Lorenzen Mayer Architekten    | Kairos Grundbesitzentwicklungsgesellschaft mbH    |                        |
| Sonderpreis | Münster Buddenturm   | Wohnhaus                               | hehnpohl architektur          | -                                                 |                        |
| Anerkennung | Poing                | Kirche Seliger Pater Rupert Mayer      | Andreas Meck und Axel Frühauf |                                                   |                        |

#### 2017
- Jury: Thomas Jocher, Felix Bembé, Klaus Zeller, Lothar Fehn Krestas, Barbara Ettinger-Brinckmann, Waltraud Vogler

| Kategorie   | Ort           | Titel                              | Architekt                                            | Bauherr                                              | Fotografie |
| ----------- | ------------- | ---------------------------------- | ---------------------------------------------------- | ---------------------------------------------------- | ---------- |
| Hauptpreis  | Schillerpark  | Wohnanlage                         | Bruno Fioretti Marquez                               | Berliner Bau- und Wohnungsgenossenschaft von 1892 eG |            |
| Hauptpreis  | Winnenden     | Besucher- und Kundenzentrum        | Reichel Schlaier Architekten                         | Alfred Kärcher GmbH & Co. KG                         |            |
| Sonderpreis | Gleißenberg   | Atelier Peter Lang                 | Florian Nagler (Projektleiter: Ludwig Zitzelsberger) | Peter Lang                                           |            |
| Sonderpreis | Lübeck        | Empfangsgebäude                    | Max Dudler                                           | Drägerwerk AG & Co. KGaA                             | Drägerwerk |
| Sonderpreis | Reinbek       | Erweiterung und Sanierung Wohnhaus | Schoener und Panzer                                  | -                                                    |            |
| Sonderpreis | Finsterwalde  | Gemeindehaus                       | Habermann Architekten                                | Evangelische Kirchengemeinde Finsterwalde            |            |
| Sonderpreis | Kempten       | Wohnanlage                         | F64 Architekten                                      | BSG-Allgäu Bau- und Siedlungsgenossenschaft eG       |            |
| Anerkennung | Untertürkheim | Kindertagesstätte                  | Christine Remensperger                               |                                                      |            |
| Anerkennung | Au-Haidhausen | Wohnbebauung Braystraße            | Palais Mai                                           |                                                      |            |
| Anerkennung | Ingolstadt    | Wohnen am Auwald                   | su und z Architekten                                 | BU VV Dritte Immobilien GmbH & Co. KG, Weiden        |            |
| Engere Wahl | Schwandorf    | Kinderkrippe                       | Karlheinz Beer                                       |                                                      |            |

#### 2015
- Jury: Dietmar Eberle, Peter Cheret, Bettina Georg, Hans-Dieter Hegner, Anthusa Löffler, Lisa Lorenz, Waltraud Vogler

| Kategorie   | Ort               | Titel                 | Architekt             | Bauherr                                                | Fotografie             |
| ----------- | ----------------- | --------------------- | --------------------- | ------------------------------------------------------ | ---------------------- |
| Hauptpreis  | Köln              | Wohnanlage            | Klaus Zeller, Köln    | Planungsgemeinschaft Sülzer Freunde bR                 |                        |
| Hauptpreis  | Wettstetten       | Ortsmitte             | Bembé Dellinger       | Gemeinde Wettstetten                                   | Ortsmitte, Wettstetten |
| Sonderpreis | Regensburg        | Pfarrhaus             | Michael Feil          | Katholische Pfarrkirchenstiftung St. Georg, Regensburg |                        |
| Sonderpreis | Frankfurt am Main | Wohnanlage mit Kirche | Stefan Forster        | Evangelischer Regionalverband Frankfurt am Main        |                        |
| Sonderpreis | Coburg            | Vermessungsamt        | Brückner & Brückner   | Bayerisches Staatsministerium der Finanzen             | Vermessungsamt, Coburg |
| Anerkennung | Pappenheim        | Altstadthaus          | Michael Aurel Pichler |                                                        |                        |

#### 2011
- Quellen:[2]
- Jury: Georg Sahner, Volkmar Bleicher, Hansjörg Göritz, Lydia Haack, Hans-Dieter Hegner, Angèle Tersluisen, Waltraud Vogler, Bettina Georg

| Kategorie      | Ort                   | Titel                             | Architekt                   | Bauherr                      | Fotografie                 |
| -------------- | --------------------- | --------------------------------- | --------------------------- | ---------------------------- | -------------------------- |
| Hauptpreis     | Stuttgart-Rotenberg   | Wohnhaus                          | Christine Remensperger      | Familie B.                   |                            |
| Nachwuchspreis | Ruanda                | Education Center Nyanza           | Dominikus Stark             | Rerumwana, Ruanda            |                            |
| Nachwuchspreis | Heilbronn             | Experimenta – Science Center      | studioinges                 | Stadt Heilbronn              | Science-Center Experimenta |
| Anerkennung    | Am Hart und Neuried   | Dominikuszentrum und St. Nikolaus | Andreas Meck                |                              |                            |
| Anerkennung    | Berlin-Zehlendorf     | Justizvollzugsanstalt Düppel      | Mahler Günster Fuchs        |                              |                            |
| Anerkennung    | Schondorf am Ammersee | Ateliergebäude                    | Atelier Lüps                | Wolf-Eckart und Mauritz Lüps |                            |
| Anerkennung    | Adelberg              | Haus Cammerer                     | Klumpp + Klumpp Architekten |                              |                            |
| Anerkennung    | Landshut              | Pfarramt der Erlöserkirche        | Neumeister & Paringer       |                              |                            |

### Architekturpreis des Ziegel Zentrum Süd e.V.

#### 2009
- Quellen:[3]
- Preisgeld: 8'000 Euro
- Jury: Anne Beer, Anne-Christin Scheiblauer (Vorsitz), Peter Ebner, Ulrich Königs, Hellmut Raff, Waltraud Vogler

| Kategorie   | Ort             | Titel                                          | Architekt                                                          | Fotografie |
| ----------- | --------------- | ---------------------------------------------- | ------------------------------------------------------------------ | ---------- |
| 1. Preis    | Neu-Ulm         | Stadthaus                                      | Fink+Jocher                                                        |            |
| 1. Preis    | München-Neuried | Kirchenzentrum St. Nikolaus                    | Andreas Meck                                                       |            |
| 1. Preis    | Frankfurt       | Wohn- und Geschäftshaus am Westgarten          | Stefan Forster                                                     |            |
| Sonderpreis | Nepal           | Der Turm zu Bhaktapur                          | Wolfgang Rang, Niels Gutschow und Studierende der FH Frankfurt     |            |
| Sonderpreis |                 | Shel(l)ter – frei geformte Schalenkonstruktion | W. Kurtz, F. Schneider, D. Wendland und Studierende der TU Dresden |            |

#### 2007
- Quellen:[4]
- Preisgeld: 4'500 Euro
- Jury: Ingrid Burgstaller, Thomas Jocher, Florian Musso, Stefan Schäfer

| Kategorie   | Ort            | Titel                       | Architekt                                 |
| ----------- | -------------- | --------------------------- | ----------------------------------------- |
| Preis       | Regensburg     | Pfarrzentrum St. Franziskus | Königs Architekten                        |
| Preis       | Langengeisling | Mehrgenerationenhaus        | Michael Deppisch                          |
| Preis       | Darmstadt      | Mehrgenerationenhaus        | Kränzle+Fischer-Wasels und Klotz + Knecht |
| Preis       | Regensburg     | Blindeninstitutsstiftung    | Georg Scheel Wetzel                       |
| Sonderpreis | München        | Austragshaus                | Heiß + Kirchhof                           |

### Architekturpreis Ziegelforum

#### 2002
- Quellen:[5]
- Preisgeld: 26'000 Euro
- Juryvorsitz: Justus Thyroff

|             | Ort             | Titel                                   | Architekt                                          |
| ----------- | --------------- | --------------------------------------- | -------------------------------------------------- |
| Preis       | Riem            | Wohnanlage Widmannstraße                | Ebe + Ebe                                          |
| Preis       | Hasenbergl      | Pilotprojekt Kienestrasse               | Anne-Christin Scheiblauer und Nikolaus Neuleitner  |
| Preis       | Schwindkirchen  | Pfarrzentrum                            | arc Architekten mit Illig                          |
| Preis       | Hannover        | Wohn- und Geschäftshaus Kronsbergkarree | Fink + Jocher                                      |
| Sonderpreis | Buch am Erlbach | Einfamilienhaus                         | Wenzl + Huber                                      |
| Anerkennung | Nürnberg        | Haus Rösler                             | Matthias Loebermann                                |
| Anerkennung | München         | Mehrfamilienhaus                        | H.-P. Hebensperger-Hüther, S. Hüther, K.-P. Röttig |
| Anerkennung | Kelheim         | Polizeiinspektion                       | Claus und Forster                                  |

#### 2001
- Quellen:[6]
- Preisgeld: 20'800 Euro
- Juryvorsitz: Maya Reiner

|             | Ort         | Titel                                 | Architekt             | Fotografie |
| ----------- | ----------- | ------------------------------------- | --------------------- | ---------- |
| Preis       | Holzolling  | Sozialpädagogische Wohnheim           | Landau + Kindelbacher |            |
| Preis       | Manching    | Seniorenwohnanlage                    | Wolfgang Glaser       |            |
| Preis       | Kempten     | Umbau und Erweiterung Hörgeräte Egger | Wilhelm Huber         |            |
| Preis       | Titting     | Lagerhalle                            | Paulus Eckerle        |            |
| Anerkennung | Oberföhring | Gehörlosenzentrum                     | Johann Schmuck        |            |
| Anerkennung | Rosenheim   | Wohnbebauung Weingelände              | Peter Krieger         |            |
| Anerkennung | München     | Pfarrheim St. Heinrich                | Claus und Forster     |            |

#### 2000
- Quellen:[7]
- Preisgeld: 10'000 DM

|          | Ort           | Titel                            | Architekt             | Fotografie |
| -------- | ------------- | -------------------------------- | --------------------- | ---------- |
| 1. Preis | Riem          | Wohnanlage                       | Fink + Jocher         |            |
| 1. Preis | Aggstall      | Haus Schwartz                    | Hild und Kaltwasser   |            |
| 2. Preis | Hallertau     | Wohnhaus                         | Walter Stolz          |            |
| 2. Preis | Tirschenreuth | Kapelle des BRK-Seniorenzentrums | Brückner und Brückner |            |

#### 1998
- Quellen:[8]
- Preisgeld: 13'000 DM
- Juryvorsitz: Victor Lopez Cotelo

|              | Ort         | Titel                               | Architekt                                 |
| ------------ | ----------- | ----------------------------------- | ----------------------------------------- |
| 1. Preis     | Neu-Ulm     | Kostengünstiger Wohnungsbau         | Georg Sahner                              |
| 2. Preis     | Niederwerrn | Umbau und Erweiterung des Rathauses | Thomas Hammer und Doris Schmidt-Hammer    |
| 3. Preis     |             | Wohnhaus                            | Sebastian Knorr                           |
| 3. Preis     |             | Wohnhaus                            | Joachim Aichele und Werner Heil           |
| Auszeichnung | Waldram     | Pfarrkirche St. Josef der Arbeiter  | Claus und Forster                         |
| Auszeichnung | Gersthofen  | Verwaltungsgebäude                  | Alexander Pfletscher mit Robert Schneller |

## Partner
- Bundesministerium des Innern, für Bau und Heimat
- Bayerische Architektenkammer
- Wettbewerbe Aktuell
- Bundesarchitektenkammer
- Bundesingenieurkammer
- Fachverband Hoch- und Massivbau
- BDA Bayern
- BDA Baden-Württemberg
- BDA Hessen
- BDA Rheinland-Pfalz

## Filmografie
- 2021: Verleihung des Deutschen Ziegelpreises 2021
- 2017: Waltraud Vogler im Interview zum Deutschen Ziegelpreis 2017

## Publikationen
Es wird bei jeder neuen Preisverleihung jeweils eine Broschüre, mit den Preisträgern enthalten, herausgegeben.